# إدارة أصول البرمجيات
إدارة أصول البرمجيات هي ممارسة تختص بإدارة والتحكم بمشتريات، تركيب، صيانة، تفعيل، إعدام البرمجيات في الشركة. وحسب مكتبة البنية التحتية لإدارة تقنية المعلومات يتم تعريفها بأنها «جميع البيانات والعمليات المطلوبة للإدارة الفعالة، والتحكم وحماية أصول البرمجيات في جميع مراحل دورة حياة الشركة»
تم تأسيس إدارة أصول البرمجيات كإستراتيجية في العمل، وتهدف إلى تقليل تكاليف تقنية المعلومات والحد من المخاطر القانونية تجاه ملكية البرمجيات، بينما تزيد من مسؤوليات تقنية المعلومات وتزيد من إنتاجية المستخدمين. وتشمل الجرد الكامل لجميع البرمجيات والأجهزة المرتبطة بالشبكة الخاصة بالشركة.

## الدور الذي تلعبه في الشركات
بإمكان إدارة أصول البرمجيات أن تلعب أكثر من دور في الشركات تختلف حسب اختلاف نوع البرامج، البنية التحتية لتقنية المعلومات، توفر الخدمات، وأهداف الشركة.
في كثير من الشركات فإن الهدف من اعتماد إدارة أصول البرمجيات تكتيكي في العادة، حيث أنها تركز على الموزانة ما بين البرامج التي تم شراء تراخيص لها، والبرامج المستخدمة على أجهزة الموظفين، مما يؤدي إلى التخفيف من المسؤلية في حال العثور على أي حالة قرصنة للبرامج في حال تم تقييم الشركة من أي جهات متخصصة في إدارة أصول البرمجيات أو حتى من منظمة برمجيات الأعمال والمسؤلة عن حماية ومراقبة ترخيص البرامج التجارية في العالم.
يتم خلال إدارة أصول البرمجيات عمل جرد كامل ودوري لحصر العدد الفعلي للرخص المشتراة مقارنة بالبرامج المستخدمة ووضع ضوابط للتأكيد على الممارسة الجيدة لترخيص البرامج في الشركة. ويقوم بذلك قسم تقنية المعومات بالتعاون مع قسم المشتريات في الشركة ووضع سياسات خاصة بشراء التراخيص، كما يمكن اسخدام برامج خاص بإدارة أصول البرمجيات.

و بتعريف أكثر دقة فإن الأهداف الإستراتيجية في إدارة أصول البرمجيات قد تمثل (و لكنها ليست مقتصرة على) التالي:
- التخفيض من تكاليف البرمجيات والدعم الفني الخاص بها، وذلك بالحصول على اتفاقيات وتراخيص موسعة لترخيص البرمجيات.
- التوافق بين سياسات أمن المعلومات في الشركة وأجهزة سطح المكتب.
- زيادة إنتاجية الموظف وذلك باستخدام أفضل تكنولوجيا مطلوبة بسرعة ودقة أكبر.
- التقليل من المصاريف الزائدة في دعم وإدار البرامج، وذلك باستخدام برامج متخصصة لتسهيل عمليات تقنية المعلومات (مثل تسجيل الجرد، تركيب البرامج، تسجيل المشاكل)
- إنشاء وتفعيل إستراتيجات وممارسات لتوفير أدلة الاستخدام والتركيب للبرامج وحساب التكاليف الخاصة بها للحصول على نتائج طويلة المدى في إدارة أصول البرمجيات

## تقنية إدارة أصول البرمجيات
هناك بعض التقنيات الخاصة بتسهيل إدارة أصول البرمجيات:
- جرد البرمجيات: أدوات خاصة يتم تركيبها على أجهزة الكمبيوتر والشبكة لفحص الأجهزة وتسجيل البرامج الموجودة عليها، رقم إصدار البرنامج، حجم البرنامج في الجهاز، المجلد الخاص به وتاريخ التركيب. هناك بعض البرامج الي تقوم بالمقارنة بين هذه المعلومات والمعلومات المتوفرة الخاصة بالبرامج المرخصة وتعطي تقارير تساعد في الحد من مشاكل البرامج المقرصنة.
- تقييم البرمجيات: أدوات خاصة لقياس مدى أداء وفعالية البرامج، وهناك بعض البرامج التي تقوم بقياس مقدار استخدام البرامج والحاجة لشراء البرامج وترخيصها.
- التحكم بالبرامج: أدوات خاصة للتحكم بالبرامج وصلاحية استخدامها على أجهزة الكمبيوتر، مما يقلل من المخاطر الأمنيى ة.
- تركيب البرامج: أدوات خاصة لتركيب البرامج وتحديثها عند الحاجة.
- أدارة ملفات الإصلاح: هي أدوات لتركيب ملفات الإصلاح الخاصة بالبرامج، للتأكد من أن البرامج تعمل حسب آخر ملفات إصلاح متوفرة وأنها تطابق للاحتياجات الأمنيى ة.

## شهادة الأيزو
هناك شهادة خاصة بالجودة في إدارة أصول البرمجيات وتحمل الرقم 19770.
و في عام 2006 بدات المنظمة الدولية للمواصفات القياسية (ايزو) بالتعاون مع الرابطة الدولية للإلترونيات (ايه أي سي) في العمل على وضع شهادة المواصفات ISO/IEC 19770:2006.
تم نشر تقنية المعلومات - إدارة أصول البرمجيات – الجزء الأول في شر مايو لعام 2006، ويختص بجرد، تأكيد، مطابقة وتشغيل دورة حياة البرمجيات في الشركات.
ما زال العمل جاري على إصدار الجزء الثاني لتوفير طريقة أفضل تساعد في تطوير التعرف على عمليات إدارة البرمجيات.

## اقرأ أيضاً
- إدارة أصول تقنية المعلومات

## وصلات خارجية
- Business Software Alliance (BSA)
- Federation Against Software Theft (FAST)
- ISO/IEC 19770-1:2006
- ISO/IEC Information Centre
- International Business Software Managers Association (IBSMA
- International Association of Information Technology Asset Managers (IAITAM)
- Software & Information Industry Association (SIIA)
- Aspera (entitlement-centric software license management)